# チャージ730!
『チャージ730!』（チャージななさんまる!）は、テレビ東京および系列局で2015年4月1日から2016年4月1日まで放送されていた朝の情報番組。このページでは、2016年4月4日から2017年3月31日まで放送された『MORNING CHARGE（2016年11月4日まではモーニングチャージ!）』（モーニングチャージ!）についても述べる。

## 概要
テレビ東京では2015年3月まで、他局が生放送による情報番組を編成している平日朝の7 - 8時台で、主に学童向けの収録番組や再放送番組を編成してきた。しかし、同年4月改編で上記の方針を刷新。「テレビ東京の報道局が初めて手掛ける本格的な朝の情報番組」として、『チャージ730!』の生放送を開始した。
メインキャスターには、テレビ東京アナウンサー（当時）の大橋未歩を起用。2013年1月に脳梗塞を発症した大橋が帯番組にレギュラーで出演するのは、同年9月3日の復職後初めてであった。

### 『チャージ730!』時代
テレビ東京での放送枠を、毎週月曜日から金曜日の7:30 - 8:15（JST）に設定。7:58までの時間帯をネットセールス枠に充てたため、同局以外のネット局は、事実上7:58で放送を終了した。なお、テレビ東京では『チャージ730!』の開始を機に、2015年3月29日（金曜日）までネットセールス枠として編成していた平日午後の『L4 YOUプラス!』をローカルセールス枠に変更した。
元日本テレビプロデューサーで、裏番組の『スッキリ!!』などを手掛けた村上和彦が監修・ブレーンとして参加。前半では、1つの項目を15秒から30秒までの間にまとめたうえで、放送当日の新聞に掲載された主な記事や気象情報などを伝えていた。後半では、ニュース・新製品情報等を伝えるとともに、週末向けの情報やアンケート企画などを放送していた。
番組プロデューサーの工藤仁巳によると、平日朝に各局で放送する情報番組は7時半を過ぎるとエンタメ、バラエティ色が強くなり、NHKの7時のニュースを見逃すと意外とニュースが確認できないと指摘した上で、ニュースもエンタメも必要な情報をコンパクトに、目で見ても、耳だけで聞いてもしっかり頭に残るように工夫するとしている。
ビデオリサーチが関東地区で実施している視聴率調査では、『チャージ730!』を開始するまでの当該時間帯におけるテレビ東京の関東地区・世帯平均視聴率が1%（以下略）を切っていた。そのため、『チャージ730!』では、目標の視聴率を3%台に設定。「7:30になったらテレビ東京にチャンネルを合わせる」という視聴習慣を定着させるべく、放送開始時間を表す「730」を番組タイトルに入れたほか、「テレビ東京が本気で朝（の視聴率）を取りに行きます」というキャッチフレーズを番組のPRに用いていた。しかし、レギュラー放送は視聴率0.4%でスタート。以降も、『スッキリ!!』をはじめ、他局の先行番組の牙城を崩すまでには至らなかった。
なお、番組開始から2015年9月25日（金曜日）放送分までは、女性のアイドル・声優・フリーアナウンサーから1名が「チャージガール」として日替わりでレギュラー出演。天気予報や、後半のコーナーの進行を担当していた。翌週（同月28日）からは、「チャージガール」を全員卒業する代わりに、女性の気象予報士が天気予報を担当する体制へ移行。また、コメンテーターの担当曜日を固定した（後述）。

### 『モーニングチャージ!』への変更後
2016年4月4日（月曜日）からは、放送枠を毎週月曜日 - 金曜日の6:40 - 7:05に繰り上げたうえで、『モーニングチャージ!』と改題。テレビ東京以外のネット局も、全編フルネットへ移行した。また、『チャージ730!』終了時点でのレギュラー出演者を続投させる一方で、番組のコンセプトを「テレビ東京だからこそお伝えできる『得する身近な経済情報番組』」に変更した。
テレビ東京の高野学編成部長は、放送枠を繰り上げた理由について、「『チャージ730!』では、他局がずっと放送している番組への視聴習慣は強く、なかなか視聴者を獲得できなかった。ただし、（平日早朝の生放送による本格的な情報番組の制作を）あきらめたのではない。（経済ニュース中心の内容で一定の視聴者層を築いている）『ニュースモーニングサテライト』と直結させることが、視聴者層の拡大や、新たな視聴者獲得への最善策ではないかと考えた」と語っている。
なお、『730!』の時代から、番組の最後には、両手でグッドポーズを作ったものを顔のほうに向けて「今日も一日、頑張っチャージ!」と出演者全員で言うのがお約束になっていた。『モーニングチャージ!』に改題して以降は『おはスタ』とステブレレスで繋がる関係で、時折『おはスタ』の出演者がこのポーズを再び行ってからオープニングに入ったことがある（逆に当番組でも出演者が『おはスタ』の挨拶ポーズである「おーはー!」と言ってから終了することが時折あった）が、このポーズやコールも2016年11月4日をもって廃止された（ただしTwitterの公式アカウント上で配信される「裏モーニングチャージ」では引き続きこのポーズとコールを使用）最終回では、「頑張っチャージ!」ポーズを行った。

### 『MORNING CHARGE』への変更、経済ニュース番組へ
2016年11月7日にテレビ東京が住友不動産六本木グランドタワーに新本社を移転したタイミングで、「6:40ビジネスニュース起動」を合言葉に本番組を「経済ニュース番組」に転換させ、タイトルロゴを『モーニングチャージ!』と表記していたのを英文字表記の『MORNING CHARGE』に刷新した（ただしEPG及び番組表は引き続き『モーニングチャージ!』を使用）。これにより、同日から開始した『ゆうがたサテライト』と合わせ、昼の『Mプラス 11』を除く平日のテレビ東京のニュース番組（モーサテ・本番組・ゆうがたサテライト・WBS）は経済ニュース番組になった。これに伴い、『モーニングチャージ!』時代のコメンテーター陣は前週の2016年11月4日で全員卒業となった。
2017年3月をもって放送終了し4月からは『ニュースモーニングサテライト』に統合、当番組の一部出演者とスタッフは夕方の『よじごじDays』を担当する。
終了後の2022年4月より、報道番組に近いニュース解説番組「秒でNEWS180」が、「チャージ730!」と同じ平日朝7:30にスタートしている。

## 出演者

### MORNING CHARGE
メインキャスター
- 大橋未歩

サブキャスター
- 林克征

リポーター
- 浦まゆ

### モーニングチャージ!
| 月曜日           | 火曜日           | 水曜日           | 木曜日           | 金曜日           |
| メインキャスター | メインキャスター | メインキャスター | メインキャスター | メインキャスター |
| ---------------- | ---------------- | ---------------- | ---------------- | ---------------- |
| 大橋未歩         |                  |                  |                  |                  |
| サブキャスター   |                  |                  |                  |                  |
| 林克征           |                  |                  |                  |                  |
| コメンテーター   |                  |                  |                  |                  |
| 高田延彦         | 光浦靖子         | 水道橋博士       | テリー伊藤       | 天野ひろゆき     |

### チャージ730!
| 月曜日                              | 火曜日           | 水曜日           | 木曜日           | 金曜日           |
| メインキャスター                    | メインキャスター | メインキャスター | メインキャスター | メインキャスター |
| ----------------------------------- | ---------------- | ---------------- | ---------------- | ---------------- |
| 大橋未歩                            |                  |                  |                  |                  |
| サブキャスター                      |                  |                  |                  |                  |
| 林克征                              |                  |                  |                  |                  |
| コメンテーター                      |                  |                  |                  |                  |
| 高田延彦                            | 光浦靖子         | 水道橋博士       | テリー伊藤       | 天野ひろゆき     |
| チャージ!ガール（お天気キャスター） |                  |                  |                  |                  |
| 森咲樹                              | 豊崎愛生         | 根岸愛           | 和田彩花         | 松本あゆ美       |

## 番組テーマ曲
- DEPAPEPE「Charge & Go.」（2015年3月30日～2016年11月4日）[10]
- 高田耕至「モーニングチャージ！テーマ＆BGM 」（2016年4月4日～2017年3月31日)

## 主なコーナー
2016年11月7日現在。
- フィボナッチの向日葵

価格や物の数字にこだわり、新商品の背景やニュースの裏側を数字から読み解く。林が担当。コーナー名の由来はフィボナッチ数列の生みの親であるレオナルド・フィボナッチにちなんだもの。取材時、林は向日葵柄のネクタイを着用する。
- マネーの出口

毎週月曜。話題の店舗やスポットに赴き、消費者に何故この店か・いくら使ったのかを聞き消費行動の理由を探る。大橋が担当。
- ビジネスフォーカス

ヒットを生み出す企業の戦略や先端技術をフォーカスし、ビジネス成功へのヒントを探る。

## スタッフ
- 監修：村上和彦
- ナレーター：松井みどり（月曜 - 水曜）、小日向えり（木曜、金曜）
- 協力：共同通信
- 制作協力：PROTX、日経映像
- 制作著作：テレビ東京

## ネット局と放送時間
- ネット局は、全てテレビ東京系列。

2016年4月4日から
| 放送対象地域   | 放送局                      | 放送時間（JST）         |
| -------------- | --------------------------- | ----------------------- |
| 関東広域圏     | テレビ東京 【制作局】（TX） | 月 - 金曜日 6:40 - 7:05 |
| 北海道         | テレビ北海道（TVh）         | 月 - 金曜日 6:40 - 7:05 |
| 愛知県         | テレビ愛知（TVA）           | 月 - 金曜日 6:40 - 7:05 |
| 大阪府         | テレビ大阪（TVO）           | 月 - 金曜日 6:40 - 7:05 |
| 岡山県・香川県 | テレビせとうち（TSC）       | 月 - 金曜日 6:40 - 7:05 |
| 福岡県         | TVQ九州放送（TVQ）          | 月 - 金曜日 6:40 - 7:05 |

番組開始当初から2016年4月1日まで
- 2015年3月6日にパイロット版をテレビ東京系列全局にて、系列局ごとに本放送と同じ上記時間帯で放送。

| 放送対象地域   | 放送局                      | 放送時間（JST）         |
| -------------- | --------------------------- | ----------------------- |
| 関東広域圏     | テレビ東京 【制作局】（TX） | 月 - 金曜日 7:30 - 8:15 |
| 北海道         | テレビ北海道（TVh）         | 月 - 金曜日 7:30 - 8:00 |
| 愛知県         | テレビ愛知（TVA）           | 月 - 金曜日 7:30 - 8:00 |
| 大阪府         | テレビ大阪（TVO）           | 月 - 金曜日 7:30 - 7:58 |
| 岡山県・香川県 | テレビせとうち（TSC）       | 月 - 金曜日 7:30 - 8:00 |
| 福岡県         | TVQ九州放送（TVQ）          | 月 - 金曜日 7:30 - 8:00 |

『チャージ730!』の放送開始まで当該時間帯で編成していたの学童向けのアニメ・バラエティー番組については、放送枠を他の時間帯（主に週末）に移動。また、再放送番組を終了させた。

### 変遷
| 期間       | 期間       | タイトル            | 放送時間（日本時間）       |
| ---------- | ---------- | ------------------- | -------------------------- |
| 2015.04.01 | 2016.04.01 | チャージ730!        | 平日 07:30 - 08:15（45分） |
| 2016.04.04 | 2016.11.04 | モーニングチャージ! | 平日 06:40 - 07:05（25分） |
| 2016.11.07 | 2017.03.31 | MORNING CHARGE      | 平日 06:40 - 07:05（25分） |